# Imagawa Ujizane

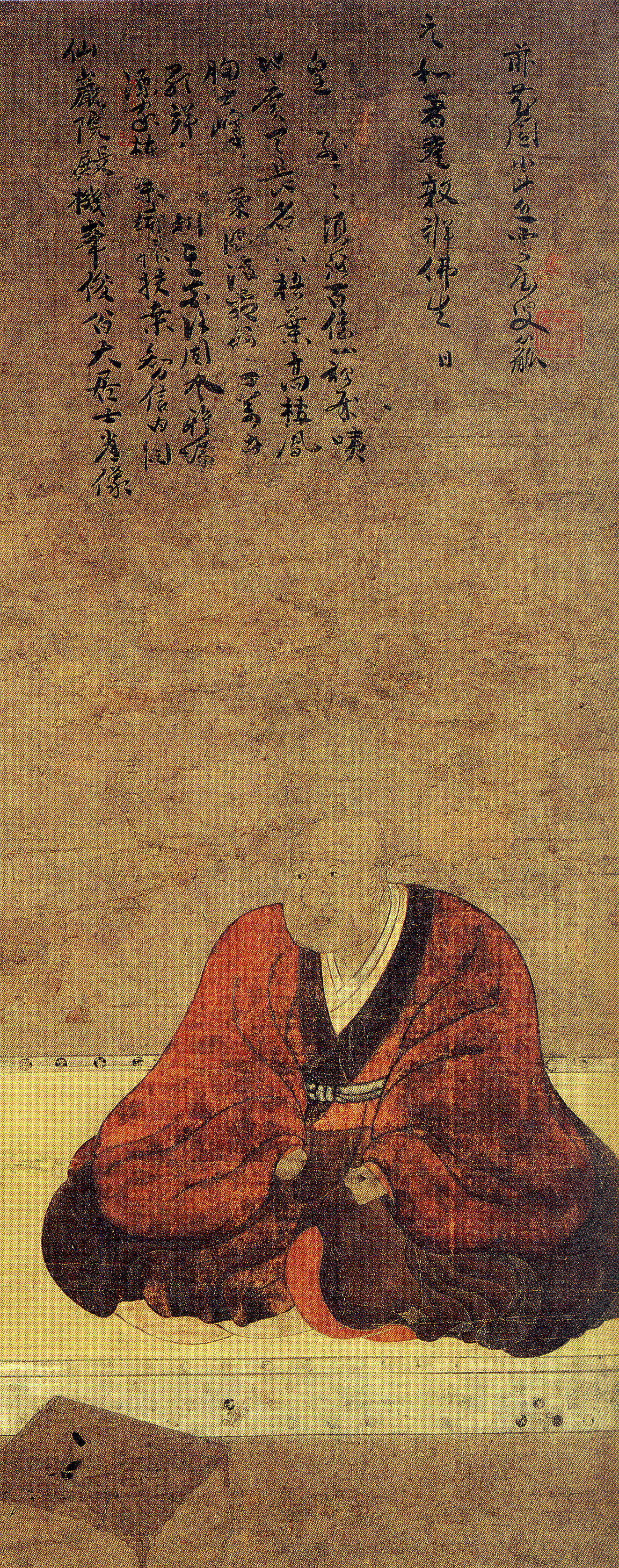
Porträt von Imagawa Ujizane

Imagawa Ujizane (jap. 今川 氏真; * 1538; † 27. Januar 1615) war ein General der Sengoku-Zeit und Azuchi-Momoyama-Zeit. Sein Kindheitsname lautete Ryūōmaru (龍王丸). Er war außerdem Sengoku-Daimyō der damaligen Provinz Suruga, heute Präfektur Shizuoka. Nach der Niederlage seines Vaters Imagawa Yoshimoto in der Schlacht von Okehazama kontrollierte er immer noch die Provinzen Suruga, Mikawa und Tōtōmi, was ihn zu diesem Zeitpunkt zu einem der mächtigsten Fürsten im Land machte. Er war das 10. Familienoberhaupt (1588–1611) der Imagawa von Suruga. Darüber hinaus war er auch der erste kaiserliche Militärkommissar des Imagawa-Klans in Suruga. Als solcher war er Berater im vierten Rang unter dem Tennō. Sein Grab liegt auf dem Gelände des Banshōin Kōun-ji (萬昌院功運寺) in Kami-Takada, Stadtbezirk Nakano, Präfektur Tokio. Ebenfalls im Tokioter Stadtbezirk Suginami liegt der Familientempel der Imagawa, der Kansen-ji (観泉寺). Ujizane zählt zudem zu den Intellektuellen der frühen Edo-Zeit.

## Stammbaum und Familie

Das Wappen (Mon) der Imagawa

Ujizane Imagawa wurde 1538 als ältester Sohn von Yoshimoto Imagawa und Jōkeiin (1519–1550), der ältesten Tochter von Takeda Nobutora, im Sunpu-Han (駿府藩), der späteren Präfektur Shizuoka, geboren. Uchizanes Mutter brachte ihre Tochter Reishōin (嶺松院) mit in den Haushalt der Familie Ujizane, wodurch Reishōin die Stiefschwester von Ujizane wurde. Während Reishōin später Takeda Yoshinobu heiratete, nahm Ujizane 1554 Fürstin Hayakawa (早川殿, ≈ dono), die älteste Tochter von Hōjō Ujiyasu, zur Frau. Durch diese Heiratspolitik wurde ein Dreimächteabkommen zwischen den Provinzen Kai, Sagami und Suruga (甲相駿三国同盟, Kōsōsun sangoku dōmei) geschlossen und befestigt (also der Klans der Takeda, der späteren Hōjō und der Imagawa). Zudem war Ujizane mit einer Nebenfrau, einer Tochter von Ihara Tadayasu (庵原忠康), liiert.
Ujizane besaß noch drei weitere Geschwister. Der Mönch Ichigetsu Chōtoku (一月長得), der als dritter Sohn von Yoshimoto Imagawa und Jōkeiin geboren wurde, sowie 隆福院 und 牟礼勝重 (phonetische Übersetzung unklar aufgrund alter Zeichen, Anm.d.Verf.).
Ujizane selbst hatte fünf leibliche Kinder und mit Hōjō Ujinao einen adoptierten Sohn. Während sein erstgeborener Sohn Imagawa Norimochi die Stammlinie der Imagawa fortführte, wurde sein zweitgeborener Sohn, Shinagawa Takahisa, Stammvater der Shinagawa-Linie. Historische Quellen lassen den Schluss zu, dass er außerdem eine Tochter hatte, die im Haushalt von Kira Yoshisada lebte. Über diese Tochter ist sonst nahezu nichts bekannt. Als dritter Sohn wurde Nishio Yasunobu (西尾安信, ?–1613) und als vierter Kiyoshi Son (澄存, 1579–1652) geboren.
Sein Grab befindet sich auf dem Gelände des Tempels Banshōin Kōun-ji im Stadtbezirk Nakano, Präfektur Tokio. Er starb 1614 nach seiner Abdankung in einem buddhistischen Tempel als Mönch.
Stammbaum (Ausschnitt):
| Jūkeini                    | Jūkeini                    | Jūkeini                    | Jūkeini                    | Jūkeini                    | Jūkeini                    |  |  | Imagawa Ujichika  | Imagawa Ujichika  | Imagawa Ujichika  | Imagawa Ujichika  | Imagawa Ujichika  | Imagawa Ujichika  |  |  |                 |                 |                 |                 |                 |                 |  |  |                  |                  |                  |                  |                  |                  |  |  |                                             |                                             |                                             |                                             |                                             |                                             |  |  |                                                 |                                                 |                                                 |                                                 |                                                 |                                                 |  |  |  |  |  |  |  |  |  |  |  |  |
| Jūkeini                    | Jūkeini                    | Jūkeini                    | Jūkeini                    | Jūkeini                    | Jūkeini                    |  |  | Imagawa Ujichika  | Imagawa Ujichika  | Imagawa Ujichika  | Imagawa Ujichika  | Imagawa Ujichika  | Imagawa Ujichika  |  |  |                 |                 |                 |                 |                 |                 |  |  |                  |                  |                  |                  |                  |                  |  |  |                                             |                                             |                                             |                                             |                                             |                                             |  |  |                                                 |                                                 |                                                 |                                                 |                                                 |                                                 |  |  |  |  |  |  |  |  |  |  |  |  |
|                            |                            |                            |                            |                            |                            |  |  |                   |                   |                   |                   |                   |                   |  |  |                 |                 |                 |                 |                 |                 |  |  |                  |                  |                  |                  |                  |                  |  |  |                                             |                                             |                                             |                                             |                                             |                                             |  |  |                                                 |                                                 |                                                 |                                                 |                                                 |                                                 |  |  |  |  |  |  |  |  |  |  |  |  |
|                            |                            |                            |                            |                            |                            |  |  |                   |                   |                   |                   |                   |                   |  |  |                 |                 |                 |                 |                 |                 |  |  |                  |                  |                  |                  |                  |                  |  |  |                                             |                                             |                                             |                                             |                                             |                                             |  |  |                                                 |                                                 |                                                 |                                                 |                                                 |                                                 |  |  |  |  |  |  |  |  |  |  |  |  |
| Imagawa Ujiteru            | Imagawa Ujiteru            | Imagawa Ujiteru            | Imagawa Ujiteru            | Imagawa Ujiteru            | Imagawa Ujiteru            |  |  | Imagawa Hikogorō  | Imagawa Hikogorō  | Imagawa Hikogorō  | Imagawa Hikogorō  | Imagawa Hikogorō  | Imagawa Hikogorō  |  |  | Genkō Etan      | Genkō Etan      | Genkō Etan      | Genkō Etan      | Genkō Etan      | Genkō Etan      |  |  | Jōkeiin          | Jōkeiin          | Jōkeiin          | Jōkeiin          | Jōkeiin          | Jōkeiin          |  |  | Imagawa Yoshimoto                           | Imagawa Yoshimoto                           | Imagawa Yoshimoto                           | Imagawa Yoshimoto                           | Imagawa Yoshimoto                           | Imagawa Yoshimoto                           |  |  | Imagawa Ujitoyo                                 | Imagawa Ujitoyo                                 | Imagawa Ujitoyo                                 | Imagawa Ujitoyo                                 | Imagawa Ujitoyo                                 | Imagawa Ujitoyo                                 |  |  |  |  |  |  |  |  |  |  |  |  |
| Imagawa Ujiteru            | Imagawa Ujiteru            | Imagawa Ujiteru            | Imagawa Ujiteru            | Imagawa Ujiteru            | Imagawa Ujiteru            |  |  | Imagawa Hikogorō  | Imagawa Hikogorō  | Imagawa Hikogorō  | Imagawa Hikogorō  | Imagawa Hikogorō  | Imagawa Hikogorō  |  |  | Genkō Etan      | Genkō Etan      | Genkō Etan      | Genkō Etan      | Genkō Etan      | Genkō Etan      |  |  | Jōkeiin          | Jōkeiin          | Jōkeiin          | Jōkeiin          | Jōkeiin          | Jōkeiin          |  |  | Imagawa Yoshimoto                           | Imagawa Yoshimoto                           | Imagawa Yoshimoto                           | Imagawa Yoshimoto                           | Imagawa Yoshimoto                           | Imagawa Yoshimoto                           |  |  | Imagawa Ujitoyo                                 | Imagawa Ujitoyo                                 | Imagawa Ujitoyo                                 | Imagawa Ujitoyo                                 | Imagawa Ujitoyo                                 | Imagawa Ujitoyo                                 |  |  |  |  |  |  |  |  |  |  |  |  |
|                            |                            |                            |                            |                            |                            |  |  |                   |                   |                   |                   |                   |                   |  |  |                 |                 |                 |                 |                 |                 |  |  |                  |                  |                  |                  |                  |                  |  |  |                                             |                                             |                                             |                                             |                                             |                                             |  |  |                                                 |                                                 |                                                 |                                                 |                                                 |                                                 |  |  |  |  |  |  |  |  |  |  |  |  |
|                            |                            |                            |                            |                            |                            |  |  |                   |                   |                   |                   |                   |                   |  |  |                 |                 |                 |                 |                 |                 |  |  |                  |                  |                  |                  |                  |                  |  |  |                                             |                                             |                                             |                                             |                                             |                                             |  |  |                                                 |                                                 |                                                 |                                                 |                                                 |                                                 |  |  |  |  |  |  |  |  |  |  |  |  |
|                            |                            |                            |                            |                            |                            |  |  |                   |                   |                   |                   |                   |                   |  |  |                 |                 |                 |                 |                 |                 |  |  | Fürstin Hayakawa | Fürstin Hayakawa | Fürstin Hayakawa | Fürstin Hayakawa | Fürstin Hayakawa | Fürstin Hayakawa |  |  | Imagawa Ujizane                             | Imagawa Ujizane                             | Imagawa Ujizane                             | Imagawa Ujizane                             | Imagawa Ujizane                             | Imagawa Ujizane                             |  |  | Reishōin                                        | Reishōin                                        | Reishōin                                        | Reishōin                                        | Reishōin                                        | Reishōin                                        |  |  |  |  |  |  |  |  |  |  |  |  |
|                            |                            |                            |                            |                            |                            |  |  |                   |                   |                   |                   |                   |                   |  |  |                 |                 |                 |                 |                 |                 |  |  | Fürstin Hayakawa | Fürstin Hayakawa | Fürstin Hayakawa | Fürstin Hayakawa | Fürstin Hayakawa | Fürstin Hayakawa |  |  | Imagawa Ujizane                             | Imagawa Ujizane                             | Imagawa Ujizane                             | Imagawa Ujizane                             | Imagawa Ujizane                             | Imagawa Ujizane                             |  |  | Reishōin                                        | Reishōin                                        | Reishōin                                        | Reishōin                                        | Reishōin                                        | Reishōin                                        |  |  |  |  |  |  |  |  |  |  |  |  |
|                            |                            |                            |                            |                            |                            |  |  |                   |                   |                   |                   |                   |                   |  |  |                 |                 |                 |                 |                 |                 |  |  |                  |                  |                  |                  |                  |                  |  |  |                                             |                                             |                                             |                                             |                                             |                                             |  |  |                                                 |                                                 |                                                 |                                                 |                                                 |                                                 |  |  |  |  |  |  |  |  |  |  |  |  |
|                            |                            |                            |                            |                            |                            |  |  |                   |                   |                   |                   |                   |                   |  |  |                 |                 |                 |                 |                 |                 |  |  |                  |                  |                  |                  |                  |                  |  |  |                                             |                                             |                                             |                                             |                                             |                                             |  |  |                                                 |                                                 |                                                 |                                                 |                                                 |                                                 |  |  |  |  |  |  |  |  |  |  |  |  |
| Tochter von Kira Yoshiyasu | Tochter von Kira Yoshiyasu | Tochter von Kira Yoshiyasu | Tochter von Kira Yoshiyasu | Tochter von Kira Yoshiyasu | Tochter von Kira Yoshiyasu |  |  | Imagawa Norimochi | Imagawa Norimochi | Imagawa Norimochi | Imagawa Norimochi | Imagawa Norimochi | Imagawa Norimochi |  |  |                 |                 |                 |                 |                 |                 |  |  |                  |                  |                  |                  |                  |                  |  |  | Shinagawa Takahisa Stammvater der Shinagawa | Shinagawa Takahisa Stammvater der Shinagawa | Shinagawa Takahisa Stammvater der Shinagawa | Shinagawa Takahisa Stammvater der Shinagawa | Shinagawa Takahisa Stammvater der Shinagawa | Shinagawa Takahisa Stammvater der Shinagawa |  |  | Tochter Ujizanes im Haushalt von Kira Yoshisada | Tochter Ujizanes im Haushalt von Kira Yoshisada | Tochter Ujizanes im Haushalt von Kira Yoshisada | Tochter Ujizanes im Haushalt von Kira Yoshisada | Tochter Ujizanes im Haushalt von Kira Yoshisada | Tochter Ujizanes im Haushalt von Kira Yoshisada |  |  |  |  |  |  |  |  |  |  |  |  |
| Tochter von Kira Yoshiyasu | Tochter von Kira Yoshiyasu | Tochter von Kira Yoshiyasu | Tochter von Kira Yoshiyasu | Tochter von Kira Yoshiyasu | Tochter von Kira Yoshiyasu |  |  | Imagawa Norimochi | Imagawa Norimochi | Imagawa Norimochi | Imagawa Norimochi | Imagawa Norimochi | Imagawa Norimochi |  |  |                 |                 |                 |                 |                 |                 |  |  |                  |                  |                  |                  |                  |                  |  |  | Shinagawa Takahisa Stammvater der Shinagawa | Shinagawa Takahisa Stammvater der Shinagawa | Shinagawa Takahisa Stammvater der Shinagawa | Shinagawa Takahisa Stammvater der Shinagawa | Shinagawa Takahisa Stammvater der Shinagawa | Shinagawa Takahisa Stammvater der Shinagawa |  |  | Tochter Ujizanes im Haushalt von Kira Yoshisada | Tochter Ujizanes im Haushalt von Kira Yoshisada | Tochter Ujizanes im Haushalt von Kira Yoshisada | Tochter Ujizanes im Haushalt von Kira Yoshisada | Tochter Ujizanes im Haushalt von Kira Yoshisada | Tochter Ujizanes im Haushalt von Kira Yoshisada |  |  |  |  |  |  |  |  |  |  |  |  |
|                            |                            |                            |                            |                            |                            |  |  |                   |                   |                   |                   |                   |                   |  |  |                 |                 |                 |                 |                 |                 |  |  |                  |                  |                  |                  |                  |                  |  |  |                                             |                                             |                                             |                                             |                                             |                                             |  |  |                                                 |                                                 |                                                 |                                                 |                                                 |                                                 |  |  |  |  |  |  |  |  |  |  |  |  |
|                            |                            |                            |                            |                            |                            |  |  |                   |                   |                   |                   |                   |                   |  |  |                 |                 |                 |                 |                 |                 |  |  |                  |                  |                  |                  |                  |                  |  |  |                                             |                                             |                                             |                                             |                                             |                                             |  |  |                                                 |                                                 |                                                 |                                                 |                                                 |                                                 |  |  |  |  |  |  |  |  |  |  |  |  |
|                            |                            |                            |                            |                            |                            |  |  | Imagawa Naofusa   | Imagawa Naofusa   | Imagawa Naofusa   | Imagawa Naofusa   | Imagawa Naofusa   | Imagawa Naofusa   |  |  | Kira Yoshimitsu | Kira Yoshimitsu | Kira Yoshimitsu | Kira Yoshimitsu | Kira Yoshimitsu | Kira Yoshimitsu |  |  |                  |                  |                  |                  |                  |                  |  |  |                                             |                                             |                                             |                                             |                                             |                                             |  |  |                                                 |                                                 |                                                 |                                                 |                                                 |                                                 |  |  |  |  |  |  |  |  |  |  |  |  |
|                            |                            |                            |                            |                            |                            |  |  | Imagawa Naofusa   | Imagawa Naofusa   | Imagawa Naofusa   | Imagawa Naofusa   | Imagawa Naofusa   | Imagawa Naofusa   |  |  | Kira Yoshimitsu | Kira Yoshimitsu | Kira Yoshimitsu | Kira Yoshimitsu | Kira Yoshimitsu | Kira Yoshimitsu |  |  |                  |                  |                  |                  |                  |                  |  |  |                                             |                                             |                                             |                                             |                                             |                                             |  |  |                                                 |                                                 |                                                 |                                                 |                                                 |                                                 |  |  |  |  |  |  |  |  |  |  |  |  |
|                            |                            |                            |                            |                            |                            |  |  | Imagawa Ujinari   |                   |                   |                   |                   |                   |  |  |                 |                 |                 |                 |                 |                 |  |  |                  |                  |                  |                  |                  |                  |  |  |                                             |                                             |                                             |                                             |                                             |                                             |  |  |                                                 |                                                 |                                                 |                                                 |                                                 |                                                 |  |  |  |  |  |  |  |  |  |  |  |  |
|                            |                            |                            |                            |                            |                            |  |  |                   |                   |                   |                   |                   |                   |  |  |                 |                 |                 |                 |                 |                 |  |  |                  |                  |                  |                  |                  |                  |  |  |                                             |                                             |                                             |                                             |                                             |                                             |  |  |                                                 |                                                 |                                                 |                                                 |                                                 |                                                 |  |  |  |  |  |  |  |  |  |  |  |  |
| Tochter von Hōjō Ujihira   | Tochter von Hōjō Ujihira   | Tochter von Hōjō Ujihira   | Tochter von Hōjō Ujihira   | Tochter von Hōjō Ujihira   | Tochter von Hōjō Ujihira   |  |  | Imagawa Ujimichi  | Imagawa Ujimichi  | Imagawa Ujimichi  | Imagawa Ujimichi  | Imagawa Ujimichi  | Imagawa Ujimichi  |  |  |                 |                 |                 |                 |                 |                 |  |  |                  |                  |                  |                  |                  |                  |  |  |                                             |                                             |                                             |                                             |                                             |                                             |  |  |                                                 |                                                 |                                                 |                                                 |                                                 |                                                 |  |  |  |  |  |  |  |  |  |  |  |  |
| Tochter von Hōjō Ujihira   | Tochter von Hōjō Ujihira   | Tochter von Hōjō Ujihira   | Tochter von Hōjō Ujihira   | Tochter von Hōjō Ujihira   | Tochter von Hōjō Ujihira   |  |  | Imagawa Ujimichi  | Imagawa Ujimichi  | Imagawa Ujimichi  | Imagawa Ujimichi  | Imagawa Ujimichi  | Imagawa Ujimichi  |  |  |                 |                 |                 |                 |                 |                 |  |  |                  |                  |                  |                  |                  |                  |  |  |                                             |                                             |                                             |                                             |                                             |                                             |  |  |                                                 |                                                 |                                                 |                                                 |                                                 |                                                 |  |  |  |  |  |  |  |  |  |  |  |  |
|                            |                            |                            |                            |                            |                            |  |  |                   |                   |                   |                   |                   |                   |  |  |                 |                 |                 |                 |                 |                 |  |  |                  |                  |                  |                  |                  |                  |  |  |                                             |                                             |                                             |                                             |                                             |                                             |  |  |                                                 |                                                 |                                                 |                                                 |                                                 |                                                 |  |  |  |  |  |  |  |  |  |  |  |  |
|                            |                            |                            |                            |                            |                            |  |  | Imagawa Noritaka  |                   |                   |                   |                   |                   |  |  |                 |                 |                 |                 |                 |                 |  |  |                  |                  |                  |                  |                  |                  |  |  |                                             |                                             |                                             |                                             |                                             |                                             |  |  |                                                 |                                                 |                                                 |                                                 |                                                 |                                                 |  |  |  |  |  |  |  |  |  |  |  |  |
|                            |                            |                            |                            |                            |                            |  |  |                   |                   |                   |                   |                   |                   |  |  |                 |                 |                 |                 |                 |                 |  |  |                  |                  |                  |                  |                  |                  |  |  |                                             |                                             |                                             |                                             |                                             |                                             |  |  |                                                 |                                                 |                                                 |                                                 |                                                 |                                                 |  |  |  |  |  |  |  |  |  |  |  |  |
|                            |                            |                            |                            |                            |                            |  |  | Imagawa Norinushi |                   |                   |                   |                   |                   |  |  |                 |                 |                 |                 |                 |                 |  |  |                  |                  |                  |                  |                  |                  |  |  |                                             |                                             |                                             |                                             |                                             |                                             |  |  |                                                 |                                                 |                                                 |                                                 |                                                 |                                                 |  |  |  |  |  |  |  |  |  |  |  |  |

Als Rufnamen verwendete Ujizane auch den Namen Imagawa Hikogorō (彦五郎), kurz Gorō (五郎).

## Ujizane als Sengoku-Daimyō
Seine Zeit als Daimyō markiert den Untergang der Imagawa. Im Laufe der Kämpfe wurde er diplomatisch isoliert, unbeliebt beim Volk und von Vasallen verraten.
Ihm werden viele negative Charaktereigenschaften nachgesagt. Er sei feminin, unentschlossen und übergebildet gewesen. Zumindest jedoch schaffte er es nicht, seine Vasallen genügend zu sammeln und zu binden.
1558 beerbte er seinen Vater Imagawa Yoshimoto als Klanführer, da dieser sich auf den Einfluss in die Provinzen Totomi und Mikasa im Westen konzentrieren wollte. Durch die Heiratsallianz der drei großen Daimyō des Ostens (siehe oben: Familie) wähnte sein Vater Imagawa Yoshimoto sich sicher und entschied sich zum Marsch nach Kyōto, um Shōgun zu werden, und fand wenig später am 19. Juni 1560 in der Schlacht von Okehazama durch Oda Nobunaga den Tod, was jenem Nobunaga und Toyotomi Hideyoshi Auftrieb gab und die Imagawa entscheidend schwächte.

### Kriegerische Auseinandersetzungen

Karte der japanischen Provinzen, Suruga rot markiert

Karte der japanischen Provinzen, Tōtōmi rot markiert

Karte der japanischen Provinzen, Mikawa rot markiert

- 1560 Niederlage des Vaters gegen Nobunaga:

Sein Vater Imagawa Yoshimoto starb 1560 in der Schlacht von Okehazama (桶狭間の戦い, Okehazama no tatakai) gegen Oda Nobunaga, mit vielen Vasallen des Hauses Imagawa (Yui Masanobu (由比正信), Ichinomiya Munekore (一宮宗是), Matsui Manenobu (松井宗信) und Ii Naomori (井伊直盛)).
- nach 1560 Separatismus in Mikawa:[13][14][15]

Durch die Unzufriedenheit des Volkes und den Tod des Daimyō in der Schlacht von Okehazama begannen die Bewohner der Provinz Tōtōmi und Provinz Mikawa Revolten. Die Bewohner von Mikawa hatten im Kampf zwischen Imagawa Yoshimoto und Oda Nobunaga große Opfer erlitten. Ujizane versuchte, die öffentliche Stimmung durch Steuererleichterungen für Tempel und Schreine sowie Händler in Mikawa zu stabilisieren. Aber Tokugawa Ieyasu zog in das benachbarte Lehen der Burg Okazaki ein und brachte West-Mikawa unter seinen Einfluss. Zum Neujahr 1561 drängte Shōgun Ashikaga Yoshiteru Ujizane und Tokugawa Ieyasu zu einer Aussöhnung, doch trotz der Vermittlung durch Hōjō Ujiyasu brach Ieyasu bald wieder mit den Imagawa und schloss sich Oda Nobunaga an. Auch in Ost-Mikawa gärte es. Besonders bezeichnend für die Ausmaße dieser Separationsversuche ist auch, dass sogar einer der drei Reichseiniger, Toyotomi Hideyoshi, als Vasall und einfacher Fußsoldat die Treue aufkündigte und mit einigen Kriegsherren der Mōri zu Oda Nobunaga überlief, wo er sich schließlich in kurzer Zeit zu dessen Nachfolger empordiente. Daran lässt sich der massive Machtverlust in Folge der Niederlage in der Schlacht von Okehazama erahnen.
- 1561 Invasion von Uesugi Kenshin:

Im März 1561 fiel Uesugi Kenshin (damals noch als Nagao Kagetora bezeichnet) in die Kantō-Ebene ein. Er griff die mit Ujizane verbündeten Hōjō an. Ujizane hielt dagegen, sammelte Verstärkungen der Imagawa und schickte sie zur Burg Kawagoe in der heutigen Präfektur Saitama. Außerdem war er etabliert im Muromachi-Bakufu, also dem militärischen Verwaltungsapparat des Shōguns, weshalb angenommen wird, dass er 1561 kriegerische Gegenmaßnahmen auf seinem Gebiet gegen die Unruhen, die vom Shōgunat ausdrücklich erwünscht waren, vornahm.
- 1562 Anfeindungen durch Tokugawa Ieyasu:

Ieyasu ging im Neujahr 1562 mit Oda Nobunaga das „Kiyosu-Bündnis“ (清洲同盟, Kiyosu dōmei) ein und erklärte damit die Aufhebung seiner Bündnistreue gegenüber den Imagawa. Im Februar entsandte Ujizane Truppen aus der Burg Ushikubo (牛久保城), griff die Burg Ichinomiya an und wurde von der Nachhut Ieyasus in einem erbitterten Kampf zurückgeworfen. Ujizane machte mit seinen Truppen kehrt, weil sein Bündnispartner Takeda Nobutora, Großvater mütterlicherseits, beunruhigt war und ihn um Unterstützung in Sunpu bat. Im Juni 1564 kapitulierte die Burg Yoshida (吉田城), der Stützpunkt der Imagawa in Ost-Mikawa, wodurch der Einfluss der Imagawa auf die Provinz Mikawa verschwand.
- 1562 Separatismus in Tōtōmi:[17] Auch in der Provinz Tōtōmi kam es unter den Vasallen und Einwohnern zu Unruhen und der Separatismus verstärkte sich; den Separatisten schlossen sich auch Ii Naochika von Iinoya, Iio Tsuratatsu, Herr der Burg Hamamatsu, und die äußere Burgwache unter Horikoshi Uchinobu (堀越氏延) und Amano Kageyasu (天野景泰) aus Inui an. 1562 ließ daraufhin der Lehnsherr Asahina Yasutomo Ii Naochika töten. Daraufhin schlossen der verbliebene Iio Tsuratatsu und Tokugawa Ieyasu 1564 ein geheimes Bündnis und zettelten eine Rebellion an.

- 1565 Niederwerfung des Aufstands:

Ujizane schickte einen seiner wichtigsten Vasallen, Miura Masatoshi, um die Burg Hamamatsu von den Rebellen zurückzuerobern, aber dieser wurde besiegt. Bei der vorgetäuschten Unterzeichnung eines Friedensabkommens ließ Ujizane im Dezember 1565 den abtrünnigen Iio Tsuratatsu ermorden. Das Haus Iio wurde erneut belagert und im folgenden Jahr im April zur Kapitulation getrieben, womit Ujizane die Rebellion beenden konnte. In der Politik soll sich Ujizane sehr stark von seiner Großmutter Jukeini (寿桂尼) beraten lassen haben. Von der zweiten Hälfte 1560 an bis 1562 entwickelte er einen regen Schriftverkehr, betätigte sich aktiv am Bau von Tempeln und Schreinen. Auf der diplomatischen Ebene verstärkte er den Zusammenhalt mit den verbündeten Hōjō.
- 1568 Einmarsch der Takeda:

Als die verbündeten Takeda aus der nördlichen Nachbarregion Provinz Kai sich nach der bereits fünften unentschiedenen Schlacht von Kawanakajima mit den Uesugi um die nördlichen Territorien einigten, begrüßten die Imagawa diese diplomatische Änderung. Imagawa Yoshimoto hatte ein Bündnis mit den benachbarten Daimyō angestrebt, um selbst nach Kyōto marschieren und Shōgun werden zu können.
Nach der Schlacht von Okehazama (in der Provinz Owari, Mai 1560) erneuerte Ujizane sein Bündnis mit dem benachbarten Anayama Shintomo (穴山信友) nicht, der damals in der Provinz Suruga in der Stadt Kawachi Ryōshu (河内領主) (Lehnsherr) war. Damit riskierte er Spannungen an der Grenze zu den Takeda, die auf Expansionskurs waren und mit ihrem Ruf, die stärkste lokale Macht zu sein, schnell unentschlossene Lehnsherren für sich gewannen.
Die Lage beruhigte sich allerdings 1565 wieder, als Ujizanes jüngere Schwester Reishōin (嶺松院) als Mätresse an den Erben der Takeda, Takeda Yoshinobu, gegeben wurde, was das Bündnis erneuerte. Dieser Yoshinobu wurde jedoch bald durch den sich selbst zum Anführer putschenden Takeda Shingen, seinen jüngeren Bruder, enterbt und so kam es, dass noch im Jahr der Enterbung im November Reishōin (嶺松院) ins Haus der Imagawa zurückkehrte auch die diplomatische Verbindung der Imagawa zu den Takeda abbrach.
Zur gleichen Zeit zog der Erbe des Takeda-Klans, Takeda Katsuyori, nach Suwa, um als Ehefrau Nobunagas Adoptivtochter abzuholen und um mit Tokugawa Ieyasu ein Bündnis zu schließen. Nobunaga war seit der Schlacht von Okehazama der Erzfeind der Imagawa, daher wurden die Beziehungen der Imagawa mit den Takeda immer angespannter. Ujizane reiste in die Provinz Echigo und schloss Frieden und versöhnte sich mit dem Erzfeind der Takeda, Uesugi Kenshin. Hōjō Ujiyasu hatte zur gleichen Zeit aus der Provinz Sagami die Salzlieferungen in die gesamte Provinz Kai abgebrochen. Zu diesem Zeitpunkt waren die Hōjō bereits im offenen Konflikt mit den Takeda. Die Imagawa standen immer noch auf der Seite der Hōjō. Der Machthunger des Takeda Shingen brachte Oda Nobunaga und Toyotomi Hideyoshi dazu, ein Bündnis mit den Takeda zu schließen, um sich zu schützen.
Ende 1568 war das Bündnis zwischen Takeda und Tokugawa sowie Nobunaga auf seinem Höhepunkt. Am 6. Dezember brach Takeda Shingen von Kōfu in die Provinz Suruga auf und startete seinen Einmarsch ins Land der Imagawa. Um die Truppen der Takeda am Satta-Bergpass (薩埵峠) abzufangen, brach Ujizane ebenfalls am 12. Dezember vom Tempel Kiyomidera (清見寺) im Ort Okutsu auf. Allerdings schlugen sich 21 seiner wichtigsten Truppenführer, darunter Sena Nobuteru (瀬名信輝), Katsurayama Ujimoto (葛山氏元), Asahina Masasada (朝比奈政貞) und Miyura Gikyou (三浦義鏡) auf die Seite Shingens, und so endete schon der Folgetag, der 13. Dezember, in einer wilden Flucht der Imagawa-Truppen, die nahegelegene Garnisonsstadt Sunpu (駿府) der Imagawa fiel sofort, mitsamt Burg.
Ujizane musste sich rasch zurückziehen, in die Residenz des verbündeten Adelshauses Asahina Yasutomo (朝比奈泰朝), zur Burg Kakegawa (掛川城), am Tōkaidō gelegen. Ujizane konnte weder die wertvollen Pferdegespanne des Fürsten Hayakawa fahrbereit machen, noch die seit Generationen weitergereichten Gemälde wiedererlangen, die auf der hektischen Flucht verloren gegangen sein sollen. Und zur gleichen Zeit war im Süden der mit Shingen kooperierende Tokugawa Ieyasu mit seinen Truppen eingefallen, in der Provinz Tōtōmi. Shingen und Ieyasu hatten sich das Land der Imagawa aufgeteilt und schon nach kurzer Zeit mehr als die Hälfte des Territoriums erobert.

### Kapitulation und Machtverlust der Imagawa
Am 27. Dezember wurde die Residenz, Schloss Kakegawa, von den Truppen Ieyasus umzingelt. Die Belagerung dauerte aufgrund des heftigen Widerstandes der verbliebenen Lehensmänner in der Umgebung noch etwa ein halbes Jahr an.
Der Vater von Fürstin Hayakawa, Uchiyasu Hayakawa (早川殿氏康), schickte zwar ein Entsatzheer zur Rettung der Belagerten, das jedoch am Bergpass abgefangen wurde. Obwohl dort diese unterstützenden Hōjō eine höhere Schlagkraft hatten, konnten sie die Takeda letztlich nicht völlig vernichten, wodurch der Kriegsverlauf nicht mehr verändert und die Machtverhältnisse stabilisiert wurden. Genau wie bei der Belagerung der Burg Kakegawa, bei der Tokugawa seine Stärke nicht ausspielen konnte, verwandelte sich die Auseinandersetzung in eine langwierige Kesselschlacht in den Bergen. Um auch Takeda Shingen mit einem Vertrag an ausgiebigen Landgewinnen zu hindern und selbst die Spannungen aus den belagerten Gebieten im Osten zu nehmen, suchte Ieyasu eine Aussöhnung mit den Imagawa. Am 17. Mai 1569 kapitulierte Ujizane schließlich in seiner Burg Kakegawa im Austausch für die Verschonung des Lebens seiner Gefolgsleute.
Zu diesem Zeitpunkt vereinbarten Imagawa Ujizane, Ujiyasu und Tokugawa Ieyasu, die Takeda aus der Provinz Suruga zu vertreiben und Ujizane wieder als Herrscher über die Provinz einzusetzen. Jedoch wurde dieses Gelübde nie umgesetzt, die alten Gefolgsleute und Vasallen des Ujizane sind nicht auf ihre Position in seinem Dienste zurückgekehrt. Im Allgemeinen setzt man damit den Verlust der Burg Kakegawa mit der Zerstörung der Souveränität der Imagawa und deren Untergang als Sengoku-Daimyō gleich. Manche japanischen Historiker bezweifeln gar, dass Tokugawa Ieyasu sein Angebot, den Imagawa in der Provinz Suruga zurück auf den Posten des Daimyō zu helfen, wirklich ernst gemeint habe.
Nach der Kapitulation in der Burg Kakegawa vertraute er sich seinem Elternhaus, dem Fürsten Hayakawa und den späteren Hōjō an. Bei der Familie Kanbara kam er schließlich in der Burg Tokura (戸倉城), Provinz Ise unter. Auch die Burg Ōdaira (大平城) wird als Aufenthaltsort genannt. Außerdem wurde geschrieben, er habe sich in Odawara, Präfektur Kanagawa, auf geschenkten Grundstücken der Hayakawa aufgehalten.
Am 23. Mai 1569 adoptierte Ujizane einen Sohn der späteren Hōjō. Zu diesem Zeitpunkt war der Erbe der Imagawa, Imagawa Norimochi (今川範以), noch nicht geboren. Er verpflichtete sich, ihm eines Tages die Provinz Suruga anzuvertrauen und nun für Stabilität zu sorgen. Außerdem schickte er einen Boten zu Uesugi Kenshin im Norden, um ein Vorgehen gegen die Takeda zu erörtern. Kurz darauf begründete er das „Echigo-Sagami-Bündnis“ (越相同盟, Etsusō dōmei) zwischen Imagawa, späteren Hōjō und Uesugi, das in allererster Linie gegen die massiven Gebietszugewinne der Takeda aus den letzten Kriegsjahren gerichtet war. In der Provinz Suruga konnte kurz darauf auf einen Schlag durch Okabe Masatsuna (岡部正綱) die Stadt Sunpu zurückerobert werden. Ohara Shizuzane (小原鎮実), Burgherr der Burg Hanazawa (花沢城), widersetze sich bald den Takeda und stellte sich auf die Seite Ujizanes. Es heißt, er habe auch Ujizanes Bitte an die späteren Hōjō unterstützt, diese mögen ihm Truppen zu Hilfe senden, um die Takeda aus der Provinz Suruga zu vertreiben.
Obgleich in Suruga noch Krieg herrschte, stellte Ujizane zahlreiche Briefe aus, aus denen hervorgeht, dass er erleichtert und dankbar ist, und dass die Sicherheit wieder hergestellt ist. Die tatsächliche Wirkung dieser Briefe wurde unter Historikern lange bezweifelt, Fakt ist jedoch, dass er daraufhin als Feudalherr die direkte Kontrolle über mehrere Gebiete innerhalb seiner Provinz zurückerlangte.
Jedoch war die Armee der späteren Hōjō in der Schlacht um die Burg Kanbara (蒲原城の戦, Kanbara-jo no tatakai) geschlagen worden, und die Gefolgsmänner der Imagawa hatten sich ebenfalls reihenweise den Takeda ergeben müssen, sodass 1571 viele Lehnsherren unentschieden waren, wem sie sich anschließen sollten, und Ujizane keine wirkliche Kontrolle über die Provinz ausüben konnte.
Aussöhnung mit den Takeda
Im Oktober 1571 starb Imagawa Ujimasa, woraufhin die Imagawa ihre Außenpolitik änderten und sich mit den Takeda im Nordwesten nach ihren großen Verlusten versöhnten. Im Dezember trat Ujizane die Provinz Sagami ab und unterstellte sie der Schutzherrschaft von Tokugawa Ieyasu. Dass Ujizane Ieyasu diese Provinz abtrat, wird für eine Friedensbedingung Ieyasus bei der Kapitulation der Burg Kakegawa gehalten; dafür konnte er die Provinz Suruga von Ieyasu zurückerhalten.
Geschenke für den Erzfeind
1572 gab er an den Tempel Okitsuseiken-ji (興津清見寺) einige Schriften heraus, aus denen seine Beweggründe und Gefühle hervorgehen sollen. Im ersten Jahr Tenshō, 1573, kaufte Oda Nobunaga die Teeutensilien des Ujizane für die Teezeremonie auf, die er zuvor einem Händler im großen Hafen von Ise anvertraut hatte. Aus den Schriftwechseln der Händler im Hafen und der Gefolge des Oda Nobunaga geht hervor, dass sich Ujizane zu dieser Zeit in der Hafenstadt Hamamatsu aufgehalten hat. Es ist erstaunlich, dass er immer wieder an den Bezwinger seines Vaters, Nobunaga, kostspielige Geschenke machte. Manche behaupten, weil er weder stark noch weise gewesen sei, Nobunaga jedoch beides.
Ujizane auf Pilgerschaft
1575 sammelte Ujizane vom Januar bis September 428 Waka-Gedichte in der Sammlung Imagawa Ujizane Gedichtmanuskripte (今川氏真詠草). Ujizane war wahrscheinlich im Januar aus Hamamatsu nach Okazaki auf eine Reise aufgebrochen, nach seiner Ankunft in Kyōto habe er Schreine besucht. Außerdem besuchte er einen alten Freund des Hauses der Sanjōnishi Saneki am Kaiserhof. Nach den Aufzeichnungen des Fürsten Nobunaga (信長公記) berichten Vasallen Tokugawa Ieyasus, dass Ujizane am 16. März mit dem Todfeind seines Vaters, Oda Nobunaga zusammen den Rinzai-Tempel Shōkoku-ji in Kyōto besuchte. Auf Wunsch Nobunagas hin habe Ujizane am 20. Tag seiner Anwesenheit an diesem Tempel mit Abgesandten des kaiserlichen Hofes eine Präsentation des Kemari-Fußballspieles abgehalten.
Die Gedichtmanuskripte des Imagawa Ujizane schweigen jedoch zu diesem Treffen. Im April hörte er von dem Einfall des Takeda Katsuyori in die Provinz Mikawa und brach auf, um sich ihm in der Schlacht von Nagashino (長篠の戦い) entgegenzustellen. Er kehrte nach Mikawa zurück, und ab dem 15. Mai trat er seinen Dienst in der Nachhut bei Ushikubo an. Als ein Bote des Ieyasu ihn schließlich zum Kampfeinsatz rief, soll er ihnen gefolgt sein. Masatoyo Naitō (内藤昌豊) sagt damit, dass er zu jener Zeit praktisch bereits ein Gefolgsmann Tokugawa Ieyasus war.
Rachefeldzug mit Nobunaga gegen die Takeda
Nach dem Sieg in Nagashino war Ujizane auch an der Vernichtung der verbliebenen Soldaten der Takeda beteiligt. Ab Ende Mai marschierte er mit den Streitkräften von Ieyasu und Nobunaga mehrere Tage in die Provinz Suruga, wobei allenorten gebrandschatzt und "gesäubert" wurde. Dies entsprach Nobunagas Kriegstaktik. Im Juli griffen sie die Burg Suwamoto (諏訪原城, heute: Shimada, Präfektur Shizuoka) an. Die Burg Suwamoto fiel und wurde im August übergeben und in Burg Makino (牧野城) umbenannt.
Neuordnung unter Ausschluss Ujizanes in Suruga
Am 17. März 1576 beorderte Tokugawa Ieyasu die Familie Matsudaira, die seine Herkunftsfamilie war und in der er früher für Imagawa Yoshimoto kämpfte, Ujizane Land in seiner Heimat zu unterstellen. Oda Nobunaga jedoch unterstützte Ujizane nicht. Ujizane erhielt die Burg Makino und Beistand durch Matsudaira Ietada (1555–1600) und Matsudaira Yasuchika (松平康親). 1577 kam es jedoch dazu, dass am 1. März Uchizane auf eigene Faust Hamamatsu zurückeroberte. In weniger als einem Jahr wurde er wieder durch Nobunaga abgesetzt. Die neue freie Zeit nutze er dazu, Gedichte zu verfassen. Die Schriftstücke jener Zeit sind die letzten Hinterlassenschaften von Ujizane.
Zum Schluss unterstützte er unter dem Synonym Sōnim Tokugawa Ieyasu in der Schlacht von Sekigahara, was seinen Nachkommen für Generationen Einfluss als Zeremonienmeister am Hofe des Shōguns in Edo sichern sollte.

### Öffentliches Wirken
Im April 1566 ließ er in Fujinomiya ein Stadtfest ausrichten, mit Musik und Gelage, außerdem befahl er einen Schuldenerlass,
Das verschaffte ihm eine Entlastung seiner angespannten Lage. Diese Volksfeste waren beliebte, vorher bereits von Oda Nobunaga durchgeführte Maßnahmen zum Erhalt der öffentlichen Moral, konnten aber den Niedergang und die Unruhe im Gebiet der Imagawa nicht aufhalten.
Im Mai 1567 besuchte Satomura Jōha (Renga-Meister der späten Muromachi-Zeit aus Nara; ca. 1525–1602) die Provinz Suruga. Er schrieb in seinen Notizen, als er auf dem Weg in die Stadt Fujinomiya war, dass in den Tempeln und Häusern des Adels rege Teezeremonien (Sadō) und Dichterwettstreite (Renga) veranstaltet wurden. Zu diesem Zeitpunkt hielten sich auch Sanjōnichi Saneki (三条西実澄) und Reizei Tamemasu (冷泉為益) in der Residenzstadt der Imagawa, in Sunpu, auf. Bis zu seiner Todesstunde soll er lebhaft gedichtet haben. Nach den revidierten Aufzeichnungen der Matsudeira (校訂松平記) kam es im Juli des Jahres 10 Eiroku erneut zum Ausbruch einer Epidemie, wie bereits im Sommer davor. Man sagt, Ujizane habe sich zu diesem Zeitpunkt des Taiko-Trommelns erfreut. Zu dieser Zeit soll ihn sein bevorzugter Vasall Miura, der ihn beriet, verraten haben.
In wenig später verfassten Handbüchern wie dem Kōyō Gunkan (甲陽軍鑑, strategisches Buch über Feudalherren der benachbarten Takeda; frühe Edo-Zeit) wurde geschrieben, dass Ujizane dem Vergnügen verfallen sein soll.  Ferner soll es Hinweise auf den moralischen Verfall unter seinen hohen Beamten gegeben haben.
Das Oberhaupt der Matsudaira, Matsudaira Ietada schreibt in seinem Tagebuch (家忠日記, Ietada Nikki), dass er vermute, dass Ujizane gelegentlich Bühnenauftritte bei Hamamatsu wahrnimmt und sich folglich im Umland befinde. Man sagt auch, er war buddhistischer Mönch unter dem Namen Sōkan, der seinen Einfluss für die Sache von Tokugawa Ieyasu einsetzte.
Am 10. Oktober 1579 soll Ujizane das Wachhaus der Burg Hamamatsu besucht haben und in der Folge auch von Tokugawa Ieyasu eingeladen worden sein. Außerdem habe es aber noch einen Gefolgsmann gegeben, der ebenfalls Ujizane hieß, steht weiter in Ietadas Tagebuch, was auch sein Freundeskreis gewusst haben soll. Im Juli 1583 kam Konoe Sakihisa (Hofadel in der Azuchi-Momoyama Zeit; 1536–1612) auf Einladung Tokugawa Ieyasus nach Hamamatsu, und bei dem Treffen soll auch Ujizane anwesend gewesen sein.

## Ujizane als Intellektueller
Waka und Renga-Dichtung
Ujizane hat viele Waka gedichtet. Etwa 40 Jahre nach seinem Tod, 1658, wurden einige dieser Gedichte abgedruckt. Man nimmt an, dass Ujizane in seiner Jugend aus seinem kulturellen Umfeld heraus etwa vom aus der Provinz Suruga zurückgekehrten Dainagon (Oberstaatsrat) Tamekazu Reizei (1486–1549) und in der Dichtung von Taigen Sessai (太原雪斎) (?–1557) unterwiesen wurde. Der Renga-Dichter Jōha Satomura (里村紹巴) (1525-602) erwähnt in seinem Werk Fujimi-michi no ki (富士見道記), dass Ujizane von Tamekazu Reizei, in Sitten und Manieren unterwiesen wurde.
Der Historiker Muneo Inoue, der die mittelalterliche Waka-Dichtung erforscht, bewertet in seinem Buch „Der Imagawa-Klan und der Kansen-ji“ die Waka Ujizanes als die Einzigen, die stringent der traditionellen Technik der mittelalterlichen Waka-Dichtung zu eleganter Klarheit folgten. „Auch wenn das Werk im Ganzen nicht herausragend ist und insgesamt das Niveau seiner Zeit nicht überragt, so muss doch berücksichtigt werden, dass es eine kleine Zahl individueller und neuartiger Gedichte gibt, die bisweilen das Niveau (der Zeit) erreichen. Außerdem scheinen auch die vielen durchschnittlichen Gedichte nicht völlig nutzlos. Gerade indem er in den Gedichten stets eine Gemütsregung (wörtlich 精神, was auch Einstellung, Moral und seinen eigenen Willen bezeichnen kann) ins Zentrum stellt, bringt er in einer Zeit, die geprägt war von Anspannung in formeller Haltung, individuelle Gedichte hervor, was über seine Zeit hinaus in der japanischen Literatur einzigartig ist“.
Ujizanes Name findet sich zudem, wie auch der von Takeda Shingen, Hōjō Ujiyasu und Hōjō Ujimasa, in der von Tennō Go-Mizunoo in Auftrag gegebenen Gedichtanthologie Shūgai Sanjūrokkasen (集外三十六歌仙).
Ujizane und das Fußballspiel Kemari
Durch eine überlieferte Anekdote wurde bekannt, dass Kemari, eine Form des japanischen Fußballspiels, bereits vor Oda Nobunaga verbreitet war.
Im Shinchō kōki (信長公記, etwa: „Aufzeichnungen des Herren Nobunaga“) wird erwähnt, dass Ujizane mit seinem Ruf als Kemari-Begeisterter erst das Interesse bei Oda Nobunaga für diese Sportart weckte.
In zeitgenössischen Quellen finden sich Bestätigungen, dass Ujizane großen Einfluss auf das Kemari hatte. Die in diesen Aufzeichnungen des Fürsten Nobunaga (信長公記) überlieferten Darstellungen stimmen mit denen überein, die der junge Yamashina Tokitsugu in seinem Werk 『Chroniken des Yamashina (言継卿記)』 später beschrieben hat.
Von dem Priester Masatsuna Asukai (飛鳥井雅綱) aus dem Hause Asukai wird überliefert, dass sich das Spiel sehr großer Beliebtheit erfreute. In seinen während des Anfangs der folgenden Edo-Zeit vollendeten Sammlungen komischer (humoristischer) Geschichten (醒睡笑) heißt es auch, Ujizane habe bei einem Shintō-Schrein, dem Kamo-Schrein (賀茂神社神官) Priester in dem Spiel unterwiesen. Dabei soll ein gewisser Mönch namens 松下述久, Matsushita Jutsuhita besonders begeistert gewesen sein.
Ujizane und Kendō
Tsukahara Bokuden (塚原卜伝, 1489–1571), ein Fechtmeister in der Sengoku-Zeit aus der Provinz Hitachi und Begründer des Bokuden-Ryū, lehrte Ujizane den Kampf mit dem Katana und perfektionierte in Kagoshima den neuen Schwertkampfstil Shintō-ryū (新当流) der Imagawa im Kendō.
Über die folgende Edo-Zeit hinaus verbreiteten sich besonders zwei Elemente des Shintō-ryū in Japan: der Iaidō (Weg des Schwertziehens) und das Bōjutsu (Fechten). In Suruga wurde ein Fechtmeister namens Imagawa Gizane (今川義真) bekannt, der weitere Schulen in Echizen und Sendai (Tohoku Präfektur) gründete und diesen Stil landesweit bekannt machte.

Lebensabend in der beginnenden Edo-Zeit
Politisch unterstützte er weiterhin die Tokugawa und sein Sohn sowie sein Enkel waren in der Folge wichtige Zeremonienmeister am Hofe der Tokugawa-Shōgune in Edo. Ob sie die Tradition der Dichtkunst, die die Imagawa hatten, fortsetzten, ist unbekannt.
Der Hofadlige (auch Kuge (Adel)) Yamashina Tokitsugu (1507–1579), der sich von 1556 bis ins darauffolgende Jahr am Hof der Imagawa in der Provinz Shizuoka aufhielt, berichtete in seinem Tagebuch „Tokitsugu kyōki“ (言継卿記), dass der junge Ujizane Bühnenspiel, Ballspiel und Kalligraphie trieb. Während seiner Zeit in Kyōto gehen Historiker davon aus, dass Ujizane seinen Lebensunterhalt direkt aus der Kasse des Nachlasses von Toyotomi Hideyoshi und Tokugawa Ieyasu bestreiten durfte. Im folgenden Jahr, 1612 soll von Tokugawa Ieyasu aus ein Landrat der wilden Provinz Ōmi, mit dem Namen Shimamura (島村) (heute Präfektur Shiga) in der Stadt Yasu und später in der Stadt Nagashima eine Erleichterung der Reissteuerpflicht um 500 Koku erhalten haben. Möglicherweise handelte es sich bei diesem Landrat um den (im Volk noch immer unbeliebten, unter falschem Namen lebenden) Ujizane.
Im Jahr 1598 ging Ujizanes zweitältester Sohn, Shinagawa Takaku (品川高久) in den Dienst von Tokugawa Hidetada (徳川秀忠), (zweiter Shōgun des Tokugawa-Shōgunats; 1578/79–1638; dritter Sohn von Tokugawa Ieyasu; festigte die Shōgunatsregierung). 1607 starb Ujizanes erstgeborener Sohn Imagawa Norimochi (今川範以, 1570–1608) in Kyōto. 1611 trat der von Ujizane als zurückgelassene Sohn Imagawa Naofusa (今川直房) unter Tokugawa Hidetada seinen Dienst an.
1612 zum Neujahr soll am Ende eines Renga-Wettdichtens zu Ehren Ujizanes Ujizane selbst neben Reizei Tamemitsu (冷泉為満邸) erschienen sein. Im April soll Ujizane in seiner Geburtsstadt Sunpu eine Unterredung mit seinem Herren Tokugawa Ieyasu gehabt haben. Nach dem Kanseichōshūshokabu (寛政重修諸家譜) soll Ieyasu bei dieser Gelegenheit auch Ujizane die Grundsteuer für seinen Alterssitz erlassen haben und ihm zusätzlich ein Grundstück in Shinagawa in Nähe seines Regierungssitzes Edo geschenkt haben. Danach sei Ujizane unverzüglich mit Kind und Enkel nach Edo (Shinagawa liegt im Süden von Edo, heute Tokio) umgezogen, das war im Folgejahr 1613, damals verstarb auch seine langjährige Gemahlin und treue Begleiterin Fürstin Hayakawa.
Im Jahre 1614 am 28. Dezember (nach sino-japanischem Mondkalender; 18. Jahr der Ära Nengō Keichō (Nebenlesung: Kyōchō; vom 27. Oktober 1596–13. Juli 1615) (慶長19年12月28日), also im Jahre 1615, am 27. Januar nach westlicher Zeitrechnung) verstarb er in Edo mit 77 Jahren. Zur Totenzeremonie kam sein jüngerer Bruder Ichigetsu Chōtoku (一月長得) nach Edō in den Stadtteil Ichigaya (Viertel im Tokioter Stadtbezirk Shinjuku) zum Tempel Bansho-in (萬昌院). 1662 zog der Tempel mit seiner letzten Ruhestätte nach Ushigome in Shinjuku um. Zusammen mit dem Grab der Gemahlin Fürstin Hayakawa, fand er nun eine letzte Ruhestätte auf dem Lehensgrund der Imagawa, der Provinz Musashi, in der Stadt Tama, im Dorf Igusa, heute Stadtbezirk von Tokio, Suginami-ku, (Imagawa ni-chome) (2. Kreuzung, Imagawa-Allee) auf dem Hōshusan, im Kansen-ji.

## Bewertung in der Nachwelt

### Zeitgenössische Einschätzung seines Lebenswerkes
In der ersten Hälfte des 19. Jahrhunderts wurde das Geschichtswerk Tokugawa Jikki (徳川実紀), in dem es um den Verfall des Hauses Imagawa geht, "soll Ujizane nach der Niederlage der Schlacht von Okehazama trotzdem keinen Groll gegen den Feind seines Vaters, Oda Nobunaga gehabt haben", worauf es so geschildert wird, dass aufgrund dieser als Schwäche, das Land nicht zurückerobern zu wollen, interpretierten Haltung des jungen Ujizane die Häuser der Samurai in der Provinz Mikawa Tokugawa Ieyasu die Lehnstreue geschworen haben. Diese Wahrnehmung als unkluger, weichlicher und überkultivierter, femininer Herrscher wird oft auch in historischen Romanen und Fernsehdramen so wiedergegeben.
In der frühen Edo-Zeit wurde das Buch Kōyō Gunkan verfasst. (strategisches Buch über Feudalherren um den Takeda Clan; verfasst von Obata Kagenori; Frühe Edo-Zeit) (甲陽軍鑑). Darin heißt es, er sei zwar nicht ein leidenschaftlicher General gewesen, aber er war kein Feigling und konnte durchaus kämpfen. Kern der Kritik war jedoch, dass er seine Gefolgsleute nicht um sich scharte, und dass die Untertanen, die er mit wichtigen Aufgaben betraute, diese in Misswirtschaft führten oder sich sogar gegen ihn stellten.
Matsudaira Sadanobu (Daimyō aus Mutsu; 1758–1829; Älterer Staatsrat unter dem 11. Shōgun Tokugawa Ienari) hat in seinem Zuihitsu (Literaturgenre, das Erfahrungen, Erlebnisse und Eindrücke ins Zentrum stellt und weniger die äußere Form) "Zu viel freie Zeit, um zu sein (閑なるあまり)" festgehalten, dass, obwohl der Shōgun Ashikaga Yoshimasa (足利義政) (1436–1490; 8. Ashikaga–Shōgun des Muromachi Bakufu; Regierungszeit 1449–1473; Sohn von Ashikaga Yoshinori, 足利義教) selbst gern dichtete, er beim Zubereiten des heißen Wassers für den Tee (Teezeremonie) in seinem Palast zu Ōuchi Yoshitaka (大内義隆) oft von den Kunstwerken Imagawa Ujizanes, vor allem seinen Waka, sprach. Seit der Mitte der beginnenden Edo-Zeit steht in historischer Literatur geschrieben, der große Meister der leichten Unterhaltung durch Kemari und Waka sei tot. Man nimmt an, diese Stellen beziehen sich auch auf Imagawa Ujizane.

### Trauerpoesie und Nachrufe über Ujizane
- Yamashina Tokitsune (山科言経) schrieb im September 1591 in sein Tagebuch (言経卿記, Tokitsune-gyō ki), er hätte Ujizanes Gestalt erblickt. Er vermutete, dass Ujizane bis vor kurzem in Kyōto lebte und viel reiste.
- Sengansai (仙巌斎/仙岩斎) begann, in seiner Trauer um Ujizane, wie viele Freunde und Bekannte, vor allem am Kaiserhof, Gedichte auf dessen kultivierten Charakter zu verfassen.
- Der Dichter Reizei Tamemitsu (1559–1619) verfasste Waka über den Freund.

Diese Menschen waren allesamt entfernt verwandt, Adelige oder Geschäftspersonen, die ihn von früher kannten. Reizei veranstaltete monatliche Waka- und Renga-Treffen und verlieh klassische Lieder und Dichtungen von Ujizane zur Anschauung und zum Abschreiben an andere Adelige und Gelehrte. 

## Rezeption

### Einfluss auf Zeitgenossen
- Yamashina Tokitsugu (Hofadliger; 1507–1579; Hauptwerk: Tagebuch „Tokitsugukyōki“)

Schwiegermutter von Tokitsugu (und seine Ehefrau) Kuroki (黒木) war Jukeinis jüngere Schwester, und lebte mit ihr in der Provinz Suruga im 2 Jahr Koji, 1556. Von der Zeit der beiden in der Provinz Suruga bis ins Folgejahr sind zahlreiche wertvolle historische Zeugnisse erhalten. Er ließ viele Gespräche seiner Familie mit den Imagawa, speziell Ujizane, in sein Werk einfließen, sie sollen sehr gute Freunde gewesen sein.
- Satomura Jōha (里村紹巴) (Renga-Meister in der späten Muromachi-Zeit aus Nara; ca. 1525–1602).

1567, als er die Provinz Suruga besuchte, schrieb er in seinen Aufzeichnungen der Betrachtungen des Berges Fuji auf der Straße (富士見道記), dass Imagawa Ujizane eine Renga (japanisches Kettengedicht, bei dem sich Strophen mit 17 Silben und Versen im Silbenrhhythmus 5–7–5 sich mit solchen mit 14 Silben und dem Rhythmus 7–7 abwechseln; meist 36, 50, 100 oder 1000 Strophen)-Veranstaltung durchführte.
- Jōa (乗阿) (一華堂乗阿) (1540–1619), japanischer Dichter und Priester

War Oberpriester des Chozen-ji (長善寺住持). Soll auch als Anhänger der Takeda ein uneheliches Kind von Takeda Nobutora (Shingens Vater) adoptiert haben.
- Matsudaira Ietada (松平家忠)

Anführer des Hauses Matsudaira und Vasall von Ujizane. In seinem Tagebuch des Ietada (家忠日記) schreibt er nur in allerhöflichster Form über Ujizane als Herren.
- Takuan Sōhō (沢庵宗彭) Mönchsgelehrter der zenbuddhistischen Rinzai-Sekte zu Beginn der Edo-Zeit; 1573–1645.

er verfasste ein Klagelied anlässlich des Todes von Ujizane, beide verband eine enge Freundschaft, zu sehen in seinem Werk Aufzeichnungen über das Paar Hell und Dunkel (oder: Glück und Unglück, 明暗双々記).

### Fernsehen
- 1965 Taikōki (太閤記), NHK Taiga Drama (Serienreihe über längeren Zeitraum ausgestrahlter Dramen), Hauptrolle: (高野恭明)
- 1969 Himmel und Erde (天と地と), NHK Taiga Drama (Serienreihe über längeren Zeitraum ausgestrahlter Dramen), Hauptrolle: Achiha Shinsuke
- 1983 Tokugawa Ieyasu (徳川家康), NHK Taiga Drama (Serienreihe über längeren Zeitraum ausgestrahlter Dramen), Hauptrolle: Hayashi Yoichi
- 1988 Takeda Shingen (武田信玄), NHK Taiga Drama (Serienreihe über längeren Zeitraum ausgestrahlter Dramen), Hauptrolle: (神田雄次)
- 2007 Fūrinkazan (風林火山), NHK Taiga Drama (Serienreihe über längeren Zeitraum ausgestrahlter Dramen), Hauptrolle: Kazama Yūjirō

### Kunst
Es existiert ein Porträt von Ujizane und seiner Frau Fürstin Hayakawa, das heute eine Privatperson in Amerika besitzt. Im Februar 1618 wurde es dem Myōshin-ji (einem Yakushi Nyorai geweihten Tempel in Nakagyō, Kyōto) als Leihgabe übergeben, es war vier Jahre zuvor für die Trauerfeier der Familie um den kürzlich verstorbenen Ujizane angefertigt worden.

### Japanische Literatur
- Die Geschichte des Kansen-ji (観泉寺史編纂) Die Imagawa und der Kansen-ji. (今川氏と観泉寺), Yoshikawa Kōbunkan, 1974.
- Yonehara Seigi (米原正義): Forschungen zu den Sengoku-Samurai und den Künsten (戦国武士と文芸の研究), Ofū Verlag, 1976.
- Geschichte der Präfektur Shizuoka – Band 2 Mittelalter (静岡県史　通史編2 中世), Hrsg. Präfektur Shizuoka, 1997.
- Arimitsu Yūgaku (有光友學): Imagawa Gengi (今川義元), Yoshikawa Kōbunkan, 2008.

### Englischsprachige und deutschsprachige Literatur
- H. Mack Horton: Song in an Age of Discord. The Journal of Sōchō and Poetic Life in Late medieval Japan. Stanford University Press, Stanford CA 2002, ISBN 0-8047-3284-1, S. 60, (Beitrag Ujizanes zur zeitgenössischen Poesie).
- Arthur L. Sadler: The Maker of modern Japan. The Life of Tokugawa Ieyasu. Allen & Unwin, London 1937, S. 73 (Stelle, an der Ujizane Shingens Bündnissangebot ausschlägt).
- Arthur L. Sadler: Cha-no-yu. The Japanese Tee Ceremony. K. Paul, Trench, Trubner & Co., London 1934, S. 208 (Stelle, an der beschrieben wird, wie viel Mittel Ujizane für die Teezeremonie aufgewendet habe).
- Yasushi Inoue: The Samurai Banner of Furin Kazan. Übersetzt von Yoko Riley. Tuttle, Tokyo u. a. 2006, ISBN 0-8048-3701-5 (Roman, in dem er beschrieben wird).
- Book VIII. In: Ōta Gyūichi: The Chronicle of Lord Nobunaga (= Brill's Japanese Studies Library. Bd. 36). Übersetzt und herausgegeben von Jurgis S. A. Elisonas und Jeroen P. Lamers. Brill, Leiden u. a. 2011, ISBN 978-90-04-20162-0.
- Stephen Turnbull: The Samurai Sourcebook. Arms and Armour Press, London 1998, ISBN 1-85409-371-1 (Auch: Cassell, London 2000, ISBN 1-85409-523-4).
- Stephen Turnbull: Samurai. The World of the Warrior. Osprey Publishing, Oxford 2003, ISBN 1-84176-740-9, S. 224.
- Stephen Turnbull: Geschichte der Samurai. Japans Kriegerkaste im historischen Rückblick. Aus dem Englischen übersetzt. Stocker-Schmid u. a., Dietikon-Zürich 2005, ISBN 3-7276-7151-3.

| Personendaten    | Personendaten |
| ---------------- | --- |
| NAME             | Imagawa, Ujizane |
| ALTERNATIVNAMEN  | 今川 氏真 (japanisch); Ryūōmaru (Kindheitsname); 龍王丸 (Kindheitsname, japanisch); Imagawa Hikogorō (Rufname); 今川彦五郎 (Rufname, japanisch) |
| KURZBESCHREIBUNG | japanischer General der Sengoku-Zeit |
| GEBURTSDATUM     | 1538 |
| GEBURTSORT       | Sunpu |
| STERBEDATUM      | 27. Januar 1615 |
| STERBEORT        | Residenz in Edo |